# Règlement de concours international canin
Le Règlement de concours international connu réglementairement sous le terme de RCI
est un programme de concours pour les chiens d'utilité proposé par les organisations cynologiques nationales (la Société centrale canine (SCC) pour la France, la Société royale Saint-Hubert pour la Belgique, la Société Cynologique Suisse pour la Suisse, etc.), sous l'égide de la Fédération cynologique internationale (FCI). Il comprend des épreuves de pistage, d'obéissance et de protection. Parmi les programmes de sport canin, il a l'originalité de réclamer un travail accompli avec gaieté et enthousiasme. Le RCI est considéré comme une bonne école de dressage qui doit aboutir à une obéissance sans soumission et à une soumission dans la joie.

## Origine
Le Règlement de concours international est issu du Schutzhund qui a été créé comme programme de sélection des chiens d'utilité en Allemagne avant 1900. La France, l'Allemagne, le Luxembourg, la Suisse et l'Italie décidèrent, dans les années 1950, d'une réunion annuelle qui devint le Championnat d'Europe. 1990 fut l'année de la création du Championnat du monde par la FCI.
En 2007, il a regroupé 28 pays.

## Accès à la compétition internationale
L'accès à la compétition internationale est autorisé aux chiens âgés de 18 mois, titulaires d'un Certificat RCI qui s'obtient à l'issue d'épreuves d'un programme mis en place au niveau national par la Société centrale canine.
Ces épreuves concernent les chiens âgés de 14 mois dotés d'un Certificat de naissance ou Pedigree provisoire et qui ont obtenu le Certificat de Sociabilité et d'Aptitude à l'Utilisation. Ils doivent en outre appartenir à l'une des races soumises au travail dans une discipline comportant le mordant.

## Vue d'ensemble des épreuves

### Pistage(A)

Les pistes du RCI ⟶

Le chien est équipé d'un harnais ou d'un collier tenu par une longe de 10 mètres. Il peut également chercher librement, avec calme et précision, nez au sol, une piste tracée par le conducteur ou un tiers. Au cours de son travail, il marque ou ramasse des objets.
La vitesse n'est pas un critère d'appréciation si la piste est travaillée de manière intensive, régulière et avec conviction. La longueur de la piste, les nombres de lignes, d'angles droits et d'objets ainsi que la durée du refroidissement dépendent de l'échelon.

### Obéissance(B)

la Suite du RCI 3 ⟶

L'obéissance nécessite l'exercice d'une contrainte qui ne doit pas conduire à annihiler le plaisir du chien à s'exprimer auprès de son maître.. Le règlement prévoit des pénalités maximales qui peuvent aller du simple retrait partiel ou total des points de l'exercice à l'arrêt de l'épreuve. Elle débute par une marche avec changements de rythme et de direction, l'ensemble étant entrecoupé de prises de position (assis, debout, couché). Le comportement aux coups de feu et la sociabilité à proximité d'un groupe de personnes sont testés au cours de cette marche.
L'épreuve se poursuit par des rapports d'objet avec (haie, palissade) sauts ou non. Elle se termine par l'envoi en avant ponctué d'une position couchée. Il faut cependant y ajouter le couché sous diversion s'il n'a pas été réalisé au début des exercices. La qualité des exercices dépend de l'échelon du compétiteur. Sociabilité, stabilité, vivacité et précision sont les clés de la réussite.

### Protection(C)
L'épreuve de protection est celle du courage. Le chien doit déployer son aptitude à être vigilant, à défendre et attaquer sans excès de mordant, sous le contrôle étroit du conducteur. Toutes les prises doivent être rapides et profondes sur la manche de protection de l'homme assistant (HA). Elles cessent lorsque ce dernier s'immobilise sur ordre du juge et dès le signe acoustique de cessation du conducteur. Le développement qui suit concerne l'échelon 3; l'épreuve est simplifiée pour les autres échelons.
  
L'épreuve commence par la recherche de l'homme assistant dissimulé dans la dernière d'un ensemble de six caches. Guidé de la voix et du geste, le chien réalise une exploration méthodique et rapide. À la découverte, il s'immobilise pour une garde au ferme, aboie de manière soutenue et continue pour signaler sa réussite. Après une mise en place, l'homme assistant fait une tentative de fuite qui, sur ordre du conducteur, doit être empêchée par une prise. Une phase de garde et une attaque sur le chien précèdent deux coups de badine portés sur des parties non sensibles, lors de la deuxième prise. Puis les acteurs entament une conduite de dos d'environ 30 pas, au cours de laquelle le chien répond spontanément à une nouvelle agression et le conducteur désarme l'homme assistant. L'épreuve de protection se termine par l'attaque du chien pendant le mouvement et la défense du chien pendant la phase de garde. Après s'être éloigné, l'homme assistant se dirige au pas de course vers le chien, assis au pied du maître, en l'agressant de menaces de la badine et de la voix. Dès que la distance est réduite à environ trente pas, le chien est envoyé pour une prise et une garde au ferme. Deux derniers coups de badine consécutifs à une agression et à une prise finales voient l'homme assistant désarmé, en marche pour une conduite de côté vers le juge.

## Notation des exercices
Chaque épreuve est notée sur cent points. L'obtention de la mention nécessite un total d'au moins soixante-dix points. Si cette condition est remplie pour les trois épreuves, les qualificatifs suivants sont attribués pour l'ensemble du concours :
| de 210 à 239 points | de 240 à 269 points | de 270 à 285 points | de 286 à 300 points |
| Suffisant           | Bon                 | Très bon            | Excellent           |

### Tableaux récapitulatifs
| Épreuve    | Exercice                                                | Certificat RCI | Échelon 1 (RCI 1) | Échelon 2 (RCI 2) | Échelon 3 (RCI 3) |
| ---------- | ------------------------------------------------------- | -------------- | ----------------- | ----------------- | ----------------- |
| Obéissance | Suite en laisse                                         | 30             |                   |                   |                   |
| (B)        | Suite sans laisse                                       | 20             | 20                | 10                | 10                |
|            | Assis pendant la marche                                 |                | 10                | 10                | 10                |
|            | Couché pendant la marche avec rappel                    | 15             | 10                | 10                |                   |
|            | Couché pendant la course avec rappel                    |                |                   |                   | 10                |
|            | Debout pendant la marche                                |                |                   | 10                |                   |
|            | Debout pendant la course avec rappel                    |                |                   |                   | 10                |
|            | Rapport d'objet                                         |                |                   |                   |                   |
|            | personnel                                               | 10             |                   |                   |                   |
|            | 0.65 kg                                                 |                | 10                |                   |                   |
|            | 1 kg                                                    |                |                   | 10                |                   |
|            | 2 kg                                                    |                |                   |                   | 10                |
|            | Saut de haie                                            | 10             |                   |                   |                   |
|            | Saut de haie avec rapport d'objet (0.65 kg)             |                | 15                | 15                | 15                |
|            | Escalade d'une palissade avec rapport d'objet (0.65 kg) |                | 15                | 15                | 15                |
|            | Envoi en avant avec couché                              |                | 10                | 10                | 10                |
|            | Couché libre sous diversion                             | 15             | 10                | 10                | 10                |

| Épreuve    | Exercice                                        | Certificat RCI | Échelon 1 (RCI 1) | Échelon 2 (RCI 2) | Échelon 3 (RCI 3) |
| ---------- | ----------------------------------------------- | -------------- | ----------------- | ----------------- | ----------------- |
| Pistage    | Tenue de piste                                  | 79             | 79                | 79                | 79                |
| (A)        | Rapport de                                      |                |                   |                   |                   |
|            | un objet                                        | 21             |                   |                   |                   |
|            | deux objets                                     |                | 21                | 21                |                   |
|            | trois objets                                    |                |                   |                   | 21                |
|            |                                                 |                |                   |                   |                   |
| Protection | Quête du malfaiteur                             |                | 5                 | 5                 | 10                |
| (C)        | Affrontement et aboiement                       | 15             | 10                | 10                | 10                |
|            | Tentative de fuite                              | 30             | 20                | 10                | 10                |
|            | Attaque sur le conducteur et le chien           | 50             |                   |                   |                   |
|            | Défense du chien pendant la phase de garde      |                | 35                | 20                | 20                |
|            | Conduite de côté                                | 5              |                   |                   |                   |
|            | Conduite de dos                                 |                |                   | 5                 | 5                 |
|            | Attaque sur le chien pendant la conduite de dos |                |                   | 30                | 15                |
|            | Attaque sur le chien pendant le mouvement       |                | 30                | 20                | 10                |
|            | Agression pendant la phase de garde             |                |                   |                   | 20                |
| Total      |                                                 | 300            | 300               | 300               | 300               |

### Pénalités
Le chien doit satisfaire au test de caractère préalable au concours. En cas de résultat non satisfaisant, le juge prononce la disqualification. Il fait de même si des déficiences au niveau du caractère sont décelées pendant le concours. Le règlement prévoit des pénalités maximales qui peuvent aller du simple retrait partiel ou total des points de l'exercice à l'arrêt de l'épreuve. Au cours de l'épreuve de pistage (A), l'arrêt du travail est déclaré lorsque le chien quitte la piste de plus d'une longueur de longe. Il en est de même si le conducteur reçoit deux avertissements du juge en cas de contrainte sur le chien qui veut quitter la piste. Lors de l'épreuve de protection (C), la même sanction est appliquée si le chien ne supporte pas, se fait chasser au cours d'un exercice de défense, ou ne lâche pas sa prise après trois ordres de cessation. Les plus lourdes pénalités pour faute sont généralement de cinq points, hormis les cas de déclassement dans la mention qualificative ou d'exercice jugé insuffisant. Ces dernières sont le plus souvent appliquées lors de l'épreuve de protection (C).

## Concours
Les concours servent à mettre en évidence l'aptitude du chien au travail et, d'une manière plus générale, visent à l'amélioration de la santé et de la performance des chiens de génération en génération. Ils sont du ressort de chaque organisation cynologique nationale (OCN). L'OCN est la Société centrale canine (SCC) pour la France. Un concours est dit réussi lorsque la mention (MENT.) est attribuée. En marge du concours, puisqu'elle n'a aucun effet sur son résultat, une appréciation destinée à la reproduction est portée sur le chien. L'instinct de proie, l'assurance et la résistance au travail imposé (IAR) reçoivent les qualificatifs d'insuffisant, de suffisant et prononcé.

Palissade
haie

### Les acteurs

#### Le chef de concours (CC)
Responsable du concours, il s'occupe de sa préparation. Il est chargé d'obtenir les autorisations nécessaires et de vérifier les documents obligatoires pour les concurrents. Il s'assure du bon déroulement du concours, pendant lequel il reste à la disposition du juge.

#### Le chien
Les chiens malades ou susceptibles de contagion ne sont pas admis aux concours. La même interdiction touche les femelles en gestation ou allaitantes. Mais elles peuvent concourir sous certaines conditions lorsqu'elles sont en chaleur. Les conditions d'accès au premier échelon ont été décrites précédemment. Le passage dans les échelons supérieurs (RCI 2 et 3) est possible dès l'obtention de la mention (MENT.), à condition que le chien soit âgé de 19 et 20 mois.

#### Le conducteur (CO)
Il doit respecter les directives vétérinaires et de protection des animaux. Il se soumet aux ordres du juge et du chef de concours. Il présente son chien de manière sportive et irréprochable. Il est responsable des dégâts occasionnés par son chien et, pour ce motif, il est couvert par une assurance adéquate.

#### Le juge de concours (JC)
Les juges sont invités par les organisateurs ou l'organisation cynologique nationale (OCN), selon l'importance du concours. La désignation des juges pour le championnat du monde est du ressort de la Commission pour chiens d'utilité (FCI). Un juge ne peut juger que trente (30) épreuves par jour. Ses décisions sont dites définitives et inattaquables. Elles peuvent cependant, pour les cas graves, faire l'objet d'une plainte écrite transmise à l'OCN qui décide de la suite à donner : décision ou transmission à la FCI qui juge en dernier ressort.

#### L'homme d'assistance (HA)
Le règlement est l'objet d'un développement important sur une pratique correcte de l'homme d'assistance qui est l'aide du juge durant l'épreuve de protection. Il reçoit de celui-ci des instructions en début de concours. D'une manière générale, il est tenu de réaliser un travail régulier et d'un niveau adapté à l'échelon. En outre, les points suivants méritent d'être relevés:

Les courses doivent être rapides, énergiques et maîtrisées.

Le chien n'est pas provoqué durant les phases de garde.

Une tension est maintenue dans la manche de protection durant les prises.

L'agression sur un chien qui ne mord pas ne cesse que sur ordre du juge.

L'homme d'assistance se positionne avant ou pendant la prise de manière à faciliter le jugement.

#### Le traceur de piste (TP)
Il s'agit du conducteur (CO) pour le 1er échelon et d'un tiers pour les autres. Le traceur de piste met les objets en poche trente (30) minutes avant le départ. Après un arrêt sur la ligne de départ, il parcourt la piste d'un pas normal, dépose les objets sans s'arrêter. Il continue de marcher quelques pas dans la même direction après avoir posé le dernier objet.

### Les résultats
Le niveau des concours va du simple concours local couvert par un juge unique au championnat du monde où chaque juge est responsable d'une épreuve.
Les chiens sont qualifiés pour la Coupe de France après une tournée de sélectifs dont les résultats sont appréciés par le groupe de travail RCI.

#### Coupe de France
| Année |  | Société canine | Nom du chien                   | Conducteur    | Race | A   | B  | C  | Total | Mention | 2018 |  | Rhône Alpes | O de l'origine du faucon rouge | C. Curt | BBM | 96 | 96 | 91 | 283 | TB |
| 2017  |  | Rhône Alpes    | O de l'origine du faucon rouge | C. Curt       | BBM  | 95  | 89 | 94 | 278   | TB      |      |  |             |                                |         |     |    |    |    |     |    |
| 2016  |  | Alsace         | F'Cesar                        | K. BADDI      | BBM  | 96  | 94 | 91 | 281   | TB      |      |  |             |                                |         |     |    |    |    |     |    |
| 2015  |  | Lorraine       | Fun du haut de l'arize         | C. Lang       | BBM  | 95  | 96 | 94 | 284   | TB      |      |  |             |                                |         |     |    |    |    |     |    |
| 2014  |  | Rhône Alpes    | Cyrco des orkies de l'adret    | S. Martinez   | BA   | 93  | 94 | 92 | 279   | TB      |      |  |             |                                |         |     |    |    |    |     |    |
| 2013  |  | Gironde        | C'Max de la croisée des Loups  | J. Ampoulange | BBM  | 96  | 93 | 94 | 283   | TB      |      |  |             |                                |         |     |    |    |    |     |    |
| 2012  |  | Gironde        | Barouk du banc des Hermelles   | S.Berthelot   | BBM  | 96  | 92 | 95 | 283   | TB      |      |  |             |                                |         |     |    |    |    |     |    |
| 2011  |  | Gironde        | C'Max de la croisée des Loups  | J. Ampoulange | BBM  | 90  | 91 | 93 | 274   | TB      |      |  |             |                                |         |     |    |    |    |     |    |
| 2010  |  | Gironde        | Barouk du banc des Hermelles   | S.Berthelot   | BBM  | 99  | 97 | 86 | 282   | TB      |      |  |             |                                |         |     |    |    |    |     |    |
| 2009  |  | Gironde        | VIP des Loups Mutins           | J.Bruna       | BBM  | 100 | 90 | 96 | 286   | Exc.    |      |  |             |                                |         |     |    |    |    |     |    |
| 2008  |  | Gironde        | Samourai dit Sam               | A.Billet      | BBM  | 99  | 90 | 94 | 283   | TB      |      |  |             |                                |         |     |    |    |    |     |    |
| 2007  |  | Gironde        | Roxy du Haut de l'Arize        | M.Cassier     | BBM  | 96  | 94 | 94 | 286   | Exc.    |      |  |             |                                |         |     |    |    |    |     |    |
| 2006  |  | Maine-Anjou    | Samourai dit Sam               | A.Billet      | BBM  | 98  | 95 | 90 | 283   | TB      |      |  |             |                                |         |     |    |    |    |     |    |

#### Championnat de France
| Année | Société canine    | Nom du chien                  | Conducteur    | Race | Total | 2018 | Rhône Alpes | O de l'origine du faucon rouge | C. Curt | BBM | 846 |
| 2017  | Alsace            | Uran vom roten Milan          | M. ACHOUR     | BBM  | 843   |      |             |                                |         |     |     |
| 2016  | Alsace            | F'Cesar                       | K. BADDI      | BBM  | 853   |      |             |                                |         |     |     |
| 2015  | Alsace            | Fix du pas des bêtes          | E. Lapointe   | BBM  | 839   |      |             |                                |         |     |     |
| 2014  | Alsace            | Fix du pas des bêtes          | E. Lapointe   | BBM  | 838   |      |             |                                |         |     |     |
| 2013  | Gironde           | C'Max de la croisée des Loups | J. Ampoulange | BBM  | 842   |      |             |                                |         |     |     |
| 2012  | Gironde           | C'Max de la croisée des Loups | J. Ampoulange | BBM  | 837   |      |             |                                |         |     |     |
| 2011  | Gironde           | C'Max de la croisée des Loups | J. Ampoulange | BBM  | 835   |      |             |                                |         |     |     |
| 2010  | Pyrénées Gascogne | Bangus du haut de l'Arize     | J.Stamback    | BBM  | 846   |      |             |                                |         |     |     |
| 2009  | Gironde           | VIP des Loups Mutins          | J.Bruna       | BBM  | 853   |      |             |                                |         |     |     |
| 2008  | Gironde           | Samouraï dit Sam              | A.Billet      | BBM  | 852   |      |             |                                |         |     |     |
| 2007  | Gironde           | Samouraï dit Sam              | A.Billet      | BBM  | 854   |      |             |                                |         |     |     |
| 2006  | Maine-Anjou       | Samouraï dit Sam              | A.Billet      | BBM  | 857   |      |             |                                |         |     |     |

#### Championnat du Monde
| Année |  | Nation             | Nom du chien                  | Conducteur             | Race      | A  | B  | C  | Total | Mention |
| ----- |  | ------------------ | ----------------------------- | ---------------------- | --------- | -- | -- | -- | ----- | ------- |
| 2010  |  | Allemagne          | Bendix vom Adlerauge          | Peter Scherk           | BBM       | 96 | 98 | 96 | 290   | Exc.    |
|       |  | Allemagne          | Cayman vom Adlerauge          | Edgard Scherker        | BBM       | 96 | 96 | 97 | 289   | Exc.    |
| 2009  |  | Allemagne          | Bendix vom Adlerauge          | Peter Scherk           | BBM       | 98 | 95 | 98 | 291   | Exc.    |
|       |  | Finlande           | Duunari Mecberger             | Koskensalo Marko       | BBM       | 96 | 96 | 96 | 288   | TB      |
|       |  | Allemagne          | Cayman vom Adlerauge          | Edgard Scherker        | BBM       | 98 | 95 | 94 | 287   | TB      |
| 2008  |  | Allemagne          | Cayman vom Adlerauge          | Edgard Scherker        | BBM       | 99 | 96 | 99 | 294   | Exc.    |
|       |  | Allemagne          | Emy von den Unbestechlichen   | Petra Sporrer          | BBM       | 99 | 98 | 96 | 293   | Exc.    |
|       |  | Finlande           | Macberger Chortoryiski        | Mia Skogster           | BBM       | 99 | 97 | 96 | 292   | Exc.    |
| 2007  |  | États-Unis         | Quenny Ot Vitosha             | Ivan Balabanov         | BBM       | 93 | 95 | 97 | 285   | TB      |
|       |  | République tchèque | Lord Z Lipin                  | Martin Pejsa           | BA        | 99 | 90 | 96 | 285   | TB      |
|       |  | Autriche           | Aladin Grafschaft Helfenstein | Friedrich Steiner      | BBM       | 97 | 92 | 93 | 282   | TB      |
| 2006  |  | Grèce              | Azera vom Aderauge            | Konstantinos Chasiotis | BBM       | 96 | 98 | 96 | 290   | Exc.    |
|       |  | Slovaquie          | Jorick Di Dranel              | Marek Lenârd           | BA        | 96 | 96 | 94 | 286   | Exc.    |
|       |  | Allemagne          | Akido von Elberfeld           | André Baur             | Schnauzer | 95 | 93 | 97 | 285   | TB      |